# Diversidad sexual en Bután
Las personas de la diversidad sexual y de género en Bután se enfrentan a ciertos desafíos legales y sociales no experimentados por otros residentes. Las uniones entre personas del mismo sexo no están reconocidas; sin embargo, la actividad sexual entre personas del mismo sexo se despenalizó el 17 de febrero de 2021.  Si bien no existe una amplia protección legal contra la discriminación, existen algunas disposiciones legales que protegen la orientación sexual y la identidad de género. Las personas transgénero pueden cambiar su marcador de género en documentos oficiales.
En los últimos años, gracias a una mayor apertura al mundo exterior, las personas LGBT de Bután han comenzado a manifestarse públicamente y a establecer canales visibles para la comunidad LGBT. Por lo tanto, la actitud de la población en general está cambiando.

## Legislación y derechos de la diversidad sexual

### Legalidad sobre la actividad sexual entre personas del mismo sexo
Enmendado en 2021, el artículo 213 del Código Penal de Bután establece:

Artículo 213.
 Un acusado será culpable del delito de relaciones sexuales contra natura si incurre en una conducta sexual contraria al orden natural. Sin embargo, la homosexualidad entre adultos no se considerará sexo contra natura.

Previamente, la homosexualidad era ilegal según el Código Penal de Bután (Arts. 213 y 214) y era punible con prisión de entre un mes a casi un año. Sin embargo, la ley no se aplicaba después de haber sido revisada por el Parlamento.
Los esfuerzos para derogar la prohibición de la sodomía comenzaron en 2019, durante una revisión del Código Penal. En diciembre de 2020, el Parlamento de Bután aprobó una ley que despenaliza las relaciones sexuales entre personas del mismo sexo con 63 votos a favor y 6 abstenciones. El proyecto de ley se promulgó y entró en vigor el 17 de febrero de 2021. La edad de consentimiento se establece en los 18 años, independientemente del género.

### Legislación contra la discriminación
No existe una ley específica contra la discriminación que ofrezca amplia protección legal basada en la orientación sexual o la identidad de género. Sin embargo, existen algunas disposiciones legales en leyes, reglamentos y políticas específicas que protegen explícitamente a las personas LGBTI.
- El artículo 40(7) de la Ley de la Fiscalía General de Bután de 2015 establece que las consideraciones de interés público para el enjuiciamiento incluirán los casos en que "el delito esté motivado por la hostilidad contra una persona debido a su raza, etnia, orientación sexual, discapacidad, religión, creencias políticas, edad o similares".[8]

- La Ley de Información, Comunicaciones y Medios de Comunicación de Bután (2018) incluye la orientación sexual como «datos o información personal sensible».[9]

### Identidad y expresión de género
El cambio legal de marcador de género en los documentos de identificación se permite tras la presentación de un diagnóstico médico de disforia de género y una carta de apoyo de una organización de la sociedad civil.

## Situación social
La ignorancia sobre la homosexualidad es común debido a los estereotipos de la cultura popular. La cultura butanesa no comparte el punto de vista Occidental de heterosexualidad y homosexualidad. Algunos la ven como una sociedad abiertamente bisexual, a pesar de que esto es discutido. Las mujeres son, probablemente, más abiertas en su orientación sexual que los hombres. Hay luchas culturales y tradicionales para aquellos que buscan la aceptación.
El budismo, la religión principal en Bután, no condena la homosexualidad. Dzongsar Jamyang Khyentse, el maestro budista más destacado de este país, ha dicho que la orientación sexual no tiene nada que ver con alcanzar la iluminación.
El Bhutan Observer, uno de los principales periódicos semanales del país, ha escrito un número significativo de artículos sobre asuntos LGBT que suscitaron mucho interés, convirtiéndolos en los artículos más comentados en el sitio web del periódico. Kuensel, un periódico apoyado por el gobierno, se ha referido a los homosexuales como el "tercer género" en un artículo sobre programas de VIH dirigidos a hombres gays.

El Departamento de Estado de los Estados Unidos emite esta advertencia a los viajeros LGBT a Bután: "Aunque no hay leyes que prohíben explícitamente la actividad sexual consensual del mismo sexo, existen leyes contra "la sodomía o cualquier otra conducta sexual que sea contra el orden de la naturaleza". Según el código penal, una persona puede ser encarcelada durante un año por haber cometido tales actos. Un funcionario gubernamental señaló que la persecución bajo esta ley es rara, ya que la intención criminal debe ser probada por la fiscalía. No ha habido casos reportados De tales cargos ".

## Opinión pública
Una de las primeras encuestas de opinión sobre homosexualidad en Bután fue realizada por un estudiante de intercambio en el campus del Royal Thimphu College con 150 participantes. Dio como resultado las siguientes respuestas en 2013: 60% de los encuestados creían que la homosexualidad era inmoral y el 40% dijo que los homosexuales deberían ser aceptados, protegidos de la discriminación y el daño. Sin embargo, con sólo 150 participantes y todos ellos dentro de un mismo área, la validez de la encuesta que se utiliza como base nacional es muy escasa.